# Hestia
Pour les articles homonymes, voir Hestia (homonymie).
Dans la religion grecque antique, Hestia (en grec ancien Ἑστία / Hestía) (en latin Vesta) est la déesse du feu sacré et du foyer. Cronide puisque fille aînée de Cronos et de Rhéa, la sœur de Zeus, Poséidon, Hadès, Héra et Déméter, elle appartient à la génération des dieux mineurs, bien que sa présence dans le canon olympien soit variable. Hestia est la déesse vierge du foyer domestique. Hestia est peu présente dans les récits de la mythologie grecque.
Dans la religion de la Rome antique, elle correspond à Vesta.

## Étymologie
Son nom ionien est Ἱστίη / Histíê et son nom dorien Ἱστία / Histía désignent le foyer, ep-ístios « qui se trouve près du foyer ».
L'étymologie du nom dépend de l'existence ou non d'un digamma (ϝ) initial, qui n'est attesté que dans la glose d'Hésychios d'Alexandrie et dans un anthroponyme arcadien. Le rapprochement avec Vesta (peut-être de *wes-, « brûler »), effectué dès l'Antiquité, est donc difficile à expliciter, bien que vraisemblable. Jean Humbert observe qu'il s'agit moins d'une personne divine que d'un symbole divinisé.
L'étymologie est complexe. Jean Haudry propose pour les deux formes originelles de Hestia un nom commun dont le sens premier est celui de « résidence » pour la forme issue de *wes-, de « siège » pour la forme issue de *sed- deux sens voisins impliquant la notion d'immobilité. Dans l'Hymne homérique à Aphrodite, Zeus accorde à Hestia de rester vierge et de s'installer au centre de la maison. C'est seulement à travers le sens de « foyer » que s'établit le rapport avec le feu.

## Mythe
Homère ne mentionne pas Hestia.
Hésiode fait d'Hestia la première-née de Cronos.
L’Hymne homérique à Aphrodite indique que Cronos l'engendre « la première — et aussi la dernière », sans doute parce qu'elle est la dernière à être recrachée par son père.
Aînée des dieux, elle jouit d'une considération particulière parmi les Olympiens. L'hymne delphique d'Aristonoos la nomme ainsi la « maîtresse du ciel et de la terre ».
Les mythes qui se rattachent à cette déesse sont rares. Dans l’Hymne homérique à Aphrodite, Apollon et Poséidon la poursuivent de leurs assiduités, mais Hestia refuse leurs propositions et jure sur le Styx, en touchant la tête de Zeus, de rester vierge à jamais — tout comme Artémis et Athéna. En compensation, elle obtient de Zeus le privilège d'être honorée dans chaque demeure humaine et dans tous les temples. La légende est probablement inventée par l'auteur pour mettre en évidence ses principales caractéristiques : Hestia est une déesse vierge et immuable.
On la voit, sur les vases, participer à la procession des dieux lors des noces de Pélée et Thétis ; un kylix la représente sur l'Olympe avec les autres dieux et un autre la montre assistant avec Aphrodite à l'arrivée d'Héraclès sur l'Olympe.
Quand Platon met en scène le cortège des Olympiens, dans le Phèdre, il précise qu'Hestia n'en fait pas partie, car elle demeure en permanence sur l'Olympe.
Ovide mentionne une tentative de Priape d'attenter à son honneur.

## Culte
Le nom hestia désigne le foyer, tout particulièrement celui de la maison ; Hestia en est la personnification. Bien qu'elle possède une existence propre dès Hésiode, elle reste peu personnalisée. Contrairement à la romaine Vesta, son domaine couvre le foyer domestique comme celui de la cité. Parallèlement à ces deux formes de culte, on trouve des sanctuaires privés consacrés à Hestia, par exemple au Pirée et à Olympie, peut-être à Chalcis.
Elle protège le foyer public (koinê hestia) hébergé, dans l’Athènes antique, au Prytanée, centre politique plutôt que religieux de la cité. L’autel d’Hestia dans ce Prytanée était l’endroit le plus sacré de la cité. Pindare nomme cette déesse la « patronne des prytanes » lesquels l'honorent, entre autres divinités, de leurs libations fréquentes et de la graisse des victimes ; ils font résonner en son honneur la lyre et le chant. Quand ce ne sont pas des prytanes, ce sont les « magistrats en chef des cités », précise Denys d'Halicarnasse.
Des inscriptions témoignent qu'Hestia est honorée sous les épiclèses de Prytaneia (« du prytanée ») ou Bouleia (« du conseil »). À Chios, une stèle du VIe siècle av. J.-C. enjoint aux magistrats, au nom d'Hestia, d'appliquer les décisions du peuple. Camiros, à Rhodes, possède des « damiourgoi d'Hestia », sortes de surintendants de la cité. Réciproquement, il est rare que des prêtres soient attachés à son culte ; aux époques classique et hellénistique, on n'en connaît qu'à Délos, Stratonicée en Carie et Chalcis en Eubée.
Aux côtés d'Apollon Arkhêgetês (« fondateur de ville »), Hestia préside également à la fondation des colonies : les clérouques (colons) emportaient de la métropole le feu d'Hestia destiné à allumer le foyer de la nouvelle patrie.
Hestia veille également sur le foyer domestique, centre symbolique de la maison. Diodore de Sicile déclare même que « Hestia inventa la construction des maisons ; en reconnaissance de ce bienfait, on vénère dans toutes les maisons l'image de cette déesse et on célèbre des sacrifices en son honneur. » L'hymne homérique consacré à la déesse indique que tous les repas débutent par une libation à son intention. On l'invoque lors de la cérémonie des Amphidromies, quand le nouveau-né est présenté au foyer et reçoit un nom,. Alors qu'elle va mourir, l'Alceste d'Euripide s'exclame : « Ma Dame, je descends sous terre, et je viens pour la dernière fois t'implorer à genoux : garde mes orphelins ! »
Dans le culte, Hestia est liée à Apollon : elle veille sur le foyer de Delphes, l'un de ses principaux sanctuaires et à Délos, sa statue est assise sur l'omphalos. Elle est également associée à Hermès et Phidias représente les deux divinités ensemble sur la base de sa statue chryséléphantine de Zeus olympien. Bien que cette association avec Hermès puisse sembler paradoxale, elle est ancienne, Hestia représentant le foyer immobile et Hermès le feu « messager » entre le monde humain et le monde divin. Le couple divin correspond également à la répartition traditionnelle des biens Hermès présidant à la circulation des richesses et à la fortune mobilière, Hestia à la thésaurisation et à la fortune immobilière.

### Lieux principaux de culte et sanctuaires

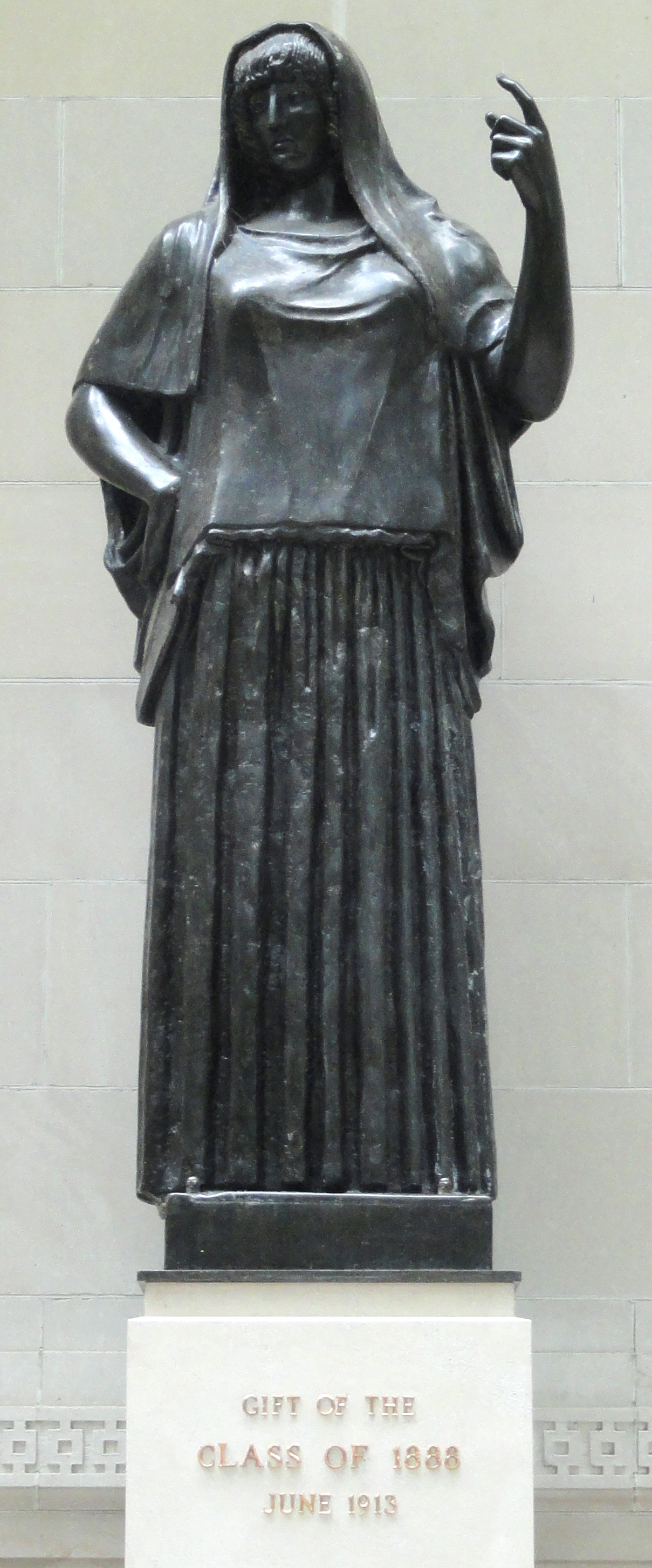
Statue d'Hestia; Wellesley College, Massachusetts, USA.

- Athènes, chef-lieu d'Attique (sud de la Grèce) ;
- Oropos, cité d'Attique ;
- Hermione, cité d'Argolide (sud de la Grèce) ;
- Sparte, chef-lieu de Laconie (sud de la Grèce) ;
- Olympie, sanctuaire d'Élis (Élide, sud de la Grèce) ;
- Larissa, chef-lieu des Lapithes (Thessalie, nord de la Grèce) ;
- L'île de Ténédos, (mer Égée).

### Attributs
Ses attributs sont le feu sacré, le foyer (familial comme civique), l’âne et la torche.
Les oiseaux sont les animaux favoris d'Hestia.

## Iconographie
Hestia est rarement représentée dans l'art grec. Quand c'est le cas, elle n'a que rarement des attributs caractéristiques. En général les Anciens la représentaient debout, sévèrement vêtue, avec un voile sur la tête.

## Dans la culture moderne

### Littérature

#### Roman
- Dans la série Percy Jackson de Rick Riordan, Hestia est une déesse humble et très accueillante. Elle lui fait comprendre qu'avant de juger quelqu'un, il faut connaître son passé et son vécu. Elle représente une sorte de sagesse quand elle cède son trône sur le mont Olympe (les 12 trônes) au nouveau dieu de la folie et du vin, Dionysos : elle lui cède son siège pour ne pas créer une nouvelle querelle (si nombreuses dans cette famille) et de nouveau détruire cette harmonie.

Dans le livre Le dernier Olympien de la série Percy Jackson, Hestia est représentée en une petite fille de 8 ans, les yeux remplis (littéralement) de flammes rouges, brillante, chaleureuse, qui ne fait pas peur.
- L'auteur R.J.P Toreille, auteur du conte de fée La Belle d'un Matin de Printemps, s'est inspiré d'Hestia pour créer la sorcière rouge, la méchante du roman.

#### Bande dessinée
- 2013 ! Hestia est l'un des personnages principaux du manga DanMachi.

### Sources antiques
- Aristophane, Les Guêpes (v. 846).
- Hymnes orphiques (LXXXI à Hestia).
- Pausanias, Description de la Grèce [détail des éditions] [lire en ligne] (I, 34, 3 ; II, 35, 1 ; III, 11, 11 ; V, 11,8 ; V, 14, 4 ; V, 26, 2-3).